# Gmina związkowa Göllheim
Gmina związkowa Göllheim (niem. Verbandsgemeinde Göllheim) – gmina związkowa w Niemczech, w kraju związkowym Nadrenia-Palatynat, w powiecie Donnersberg. Siedziba gminy związkowej znajduje się w miejscowości Göllheim.

## Podział administracyjny
Gmina związkowa zrzesza trzynaście gmin wiejskich:
1. Albisheim (Pfrimm)
2. Biedesheim
3. Bubenheim
4. Dreisen
5. Einselthum
6. Göllheim
7. Immesheim
8. Lautersheim
9. Ottersheim
10. Rüssingen
11. Standenbühl
12. Weitersweiler
13. Zellertal